# Hagiografie
Een hagiografie, heiligenleven of (heiligen)legende is de biografie van een heilige. Daarnaast verwijst 'hagiografie' naar heiligenlevens als literair genre. 
De auteur van een hagiografie noemt men een hagiograaf. De wetenschap die zich bezighoudt met de studie, geschiedkundige evaluatie en de tekstkritische uitgave van hagiografieën noemt men de hagiologie. De wetenschapper die dit studiegebied beheerst, noemt men een hagioloog.
Het woord Hagiografie is ontstaan uit de samenvoeging van de Griekse woorden ἅγιον (hágion), heilig en γράφειν (gráphein), schrijven. 
Het woord wordt ook wel gebruikt voor een uitermate bewonderende biografie van een niet heiligverklaard persoon.

## Aspecten van de hagiografie
Inhoudelijk heeft de hagiografie tot doel om:
- een historische of biografische beschrijving van het leven van de heilige te geven;
- bewondering voor de heilige uit te drukken;
- overbrengen van een stichtend verhaal in de vorm van legende of mirakelverhaal;
- de associatie van het leven van een heilige met Bijbelverhalen of de biografie van oudere (meer bekende) heiligen.

In de regel worden mirakels steeds toegeschreven aan God, de heilige ageert slechts als een tussenpersoon in het verwerven of afsmeken van het mirakel. In het christendom is een heilige te begrijpen als een persoon die in godsdienstigheid en levenswijze als een voorbeeld geldt voor andere mensen.
Geschiedkundige realiteit en fictie lopen in een heiligenverhaal vaak door elkaar. Er is derhalve voorzichtigheid geboden bij het hanteren van een hagiografie als historische bron. Anderzijds is het verkeerd om te stellen dat een hagiografie geen historische bron zou kunnen zijn.
De hagiografie was populair tijdens de middeleeuwen, ook in het Byzantijnse Keizerrijk. Economische drijfredenen hebben echter geleid tot misbruik van relikwieën van heiligen en redigeringen van de hagiografieën met een winstoogmerk voor de vereringsoorden. Van sommige heiligen bestaan meerdere uitvoeringen van hun biografie. Vaak was de heiligverklaring aanleiding voor het schrijven van een nieuwe versie van een heiligenleven. De hagiologie bestudeert de authenticiteit van de diverse teksten.

## Genres van hagiografieën
Hagiografische werken kunnen in vele versies voorkomen:
- een vita (meervoud vitae) is de eigenlijke levensbeschrijving van een heilige; met prima vita wordt de oudste vita bedoeld, soms nog uit de tijd van de heilige;
- een passio of martyrion verhaalt over het martelaarschap of de gewelddadige dood van een heilige;
- in een miracula wordt verteld over miraculeuze gebeurtenissen tijdens het leven of na de dood van een heilige, meestal als aanvulling op een bestaande vita;
- een elevatio vertelt over de verheffing van de overblijfselen van een heilige uit het graf naar een eervolle plaats in een altaar of een reliekschrijn; dit werd in de middeleeuwen gezien als een (onofficiële) heiligverklaring;
- een translatio verhaalt de overbrenging van een reliek van een heilige naar een ander vereringsoord of wanneer deze in een nieuw schrijn wordt geplaatst;
- een inventio verhaalt over de (her)ontdekking van de reliek van een heilige;
- een revelatio is de getuigenis over de waarneming van een miraculeuze gebeurtenis in verband met een heilige of op een plaats waar de cultus beleden wordt.

## Ontstaansgeschiedenis
Tot de vroegste heiligenlevens behoren de zogeheten Acta martyrum. Het eerste en invloedrijkste voorbeeld van een heiligenleven is de Vita Antonii uit de vierde eeuw door Athanasius van Alexandrië over Antonius van Egypte. Paus Gregorius de Grote gaf een grote impuls aan het genre heiligenlevens door zijn verhalen over een honderdtal Italiaanse martelaren, kluizenaars en gecanoniseerde geestelijken in zijn vierdelige Dialogi. Het tweede boek handelt uitsluitend over de verwezenlijkingen van Benedictus van Nursia, grondlegger van de benedictijnerorde.
Een belangrijk officieel overzicht van heiligen was het Martyrologium Romanum, dat ten onrechte op naam van de kerkvader Hiëronymus werd gezet. Onder andere auteurs als Usuardus, Beda, Hrabanus Maurus en Notker van Sankt Gallen hebben dit martyrologium aangevuld. In de dertiende eeuw verscheen de beroemdste verzamelingen van heiligenlevens en legenden over heiligen, de Legenda Aurea van de dominicaan Jacobus de Voragine. Als bronnen gebruikte hij verschillende eerdere verzamelingen heiligenlevens. 
Vanaf de 16e eeuw werd het onderzoek naar heiligenlevens meer wetenschappelijk aangepakt. De bollandisten, een genootschap van jezuïeten, hebben sinds de 17e eeuw zeer veel tekstkritisch onderzoek naar heiligenlevens verricht en gepubliceerd in de monumentale reeks van de Acta Sanctorum evenals in bijzondere publicaties, zoals het tijdschrift Analecta Bollandiana.